# تادئوش سینوویتس
تادئوش سینوویتس (لهستانی: Tadeusz Synowiec; ۱۱ نوامبر ۱۸۸۹ – ۷ نوامبر ۱۹۶۰) بازیکن و مربی فوتبال اهل لهستان بود.